# Záchranáři L. A.
Záchranáři L. A. (v anglickém originále 9-1-1) je americký televizní seriál, jehož tvůrci jsou Ryan Murphy, Brad Falchuk a Tim Minear. Seriál sleduje životy pracovníků linky 911, policistů, záchranářů a hasičů v Los Angeles. První řada měla premiéru dne 3. ledna 2018 na stanici Fox. Seriál je produkován společností 20th Century Fox Television, přičemž Murphy, Falchuck, Minear a Bradley Buecker jsou výkonnými producenty. 16. ledna 2018 bylo oznámeno, že seriál získal druhou řadu, která měla premiéru dne 23. září 2018. Dne 25. března 2019 byla stanicí Fox objednána třetí řada. Ta měla premiéru dne 23. září 2019.
V květnu 2019 stanice objednala spin-off seriálu s názvem V plamenech, ve kterém hlavní role budou hrát Rob Lowe a Liv Tyler. Seriál měl premiéru dne 19. ledna 2020.
V České republice seriál vysílá stanice Prima Krimi od 28. října 2018.

## Obsazení

### Hlavní role
- Angela Bassettová jako Athena Carter Grant/ Athena Carter Xxx.Nash
- Peter Krause jako Bobby Nash
- Oliver Stark jako Evan „Buck“ Buckley, hasič
- Aisha Hinds jako Henrietta „Hen“ Wilson, hasička a paramedička
- Kenneth Choi jako Howard „Chimney“ Han, hasič a paramedik
- Rockmond Dunbar jako Michael Grant, Atheny exmanžel
- Connie Britton jako Abby Clark, pracovnice linky 911 (1. řada)
- Ryan Guzman jako nový hasič Edmundo „Eddie" Diaz(2. řada–dosud)
- Corinne Massiah jako May Grant, dcera Atheny a Michaela (vedlejší role – 1. řada, hlavní role od 2. řady)
- Marcanthonee Jon Reis jako Harry Grant, syn Atheny a Michaela (vedlejší role – 1. řada, hlavní role od 2. řady)
- Jennifer Love Hewitt jako Maddie Buckley Kendall, Buckova sestra a pracovnice linky 911 (2. řada–dosud)[4]
- Gavin McHugh jako Christopher Diaz, Eddieho syn (vedlejší role – 2. řada, hlavní role od 3. řady)

### Vedlejší role
- Mariette Hartley jako Patricia Clark, Abby matka (1. řada)
- Gavin Stenhouse jako kněz
- Cocoa Brown jako Carla Price, ošetřovatelka
- Tracie Thoms jako Karen Wilson, Hen manželka
- Abby Brammell jako Eva Mathis, Hen bývalá manželka
- Debra Christofferson jako Sue Blevins, supervizorka centra 9-1-1
- Claudia Christian jako kapitánka Maynard
- Rachel Breitag jako Tatiana
- Bryan Safi jako Josh RUsso, pracovník 9-1-1 (2. řada)
- Jennifer Aspen jako Lorraine
- Alex Loynaz jako Terry, pracovník 9-1-1
- Megan West jako Taylor Kelly, TV reportérka (2. řada)
- Tiffany Dupont jako Ali (2. řada)

### Hostující role

#### 1.řada
- John Marshall Jones jako Dave Morrisey
- Genneya Walton jako Laila Creedy
- Gavin Stenhouse jako kněz
- Jee Yong Han jako Liz
- Doug Savant jako Matthew Clark
- JC Gonzales jako Kyle
- Todd Williams jako Aaron Brooks
- Rachel Breitag jako Tatiana
- Brielle Barbusca jako Cooper
- Laura Allen jako Marcy Nash, Bobbbyho ex-manželka
- Noelle E Parker jako Brook Nash, Bobbyho dcera
- London Cheshire jako Robert Nash Jr., Bobbyho syn
- Josephine Lawrence jako Georgina
- John Hensley jako David

#### 2. řada
- Eric Nenninger jako Brian
- Ali Hillis jako Jen
- TJ Linnard jako Russ
- Romi Dias jako Miranda Williams
- Chiquita Fuller jako Linda
- Christine Estabrook jako Gloria, pracovnice 9-11
- Devin Kelley jako Shannon Diaz, Eddieho bývalá manželka a matka Christophera
- Romy Rosemont jako Lola
- Daniel Roebuck jako Norman
- Reggie Austin jako Glenn, Michaelovo přítel
- Lou Ferrigno Jr. jako Tommy Kinard
- Brian Thompson jako kapitán Vincent Gerrard
- Rae Dawn Chong jako Stacey Mullins
- Gino Anthony Pesi jako Sal Deluca
- Wiley Pickett jako kapitán Cooks
- Brian Hallisay jako Doug Kendall / Jason Bailey, Maddie bývalý manžel

## Seznam dílů
| Řada | Díly | Premiéra v USA  | Premiéra v USA  | Premiéra v Česku  | Premiéra v Česku |
| Řada | Díly | První díl       | Poslední díl    | První díl         | Poslední díl     |
| ---- | ---- | --------------- | --------------- | ----------------- | ---------------- |
| 1    | 10   | 3. ledna 2018   | 21. března 2018 | 28. října 2018    | 1. prosince 2018 |
| 2    | 18   | 23. září 2018   | 13. května 2019 | 14. června 2022   | 14. června 2022  |
| 3    | 18   | 23. září 2019   | 11. května 2020 | 14. června 2022   | 14. června 2022  |
| 4    | 14   | 18. ledna 2021  | 24. května 2021 | 14. června 2022   | 14. června 2022  |
| 5    | 18   | 20. září 2021   | 16. května 2022 | 14. června 2022   | 14. června 2022  |
| 6    | 18   | 19. září 2022   | 15. května 2023 | 9. listopadu 2022 | 21. června 2023  |
| 7    | 10   | 14. března 2024 | 30. května 2024 | 1. května 2024    | 3. července 2024 |
| 8    | 18   | 26. září 2024   | 15. května 2025 | 17. října 2024    | 4. června 2025   |

## Produkce

### Casting
V říjnu roku 2017 byli obsazeni Angela Bassettová, Connie Britton a Peter Krause. Později ten samý měsíc se připojili Oliver Stark, Aisha Hinds, Kenneth Choi a Rockmond Dunbar. V květnu 2018 stanice oznámila obsazení Ryana Guzmana do druhé řady seriálu v roli nového hasiče. V červnu bylo oznámeno, že Corinne Massiah a Marcanthonnee Reis, které v seriálu hráli May a Harryho Granta byli povýšeni z vedlejších rolích na hlavní role.V květnu 2018 bylo potvrzeno, že Connie Britton se nevrátí do nové řady a také obsazení herečky Jennifer Love Hewitt do role Maddie, sestry Bucka.

### Ocenění a nominace
Seriál získal nominaci na cenu Teen Choice Awards v kategorii průlomový seriál a letní televizní hvězda (Oliver Stark). Další nominace přišla v kategoriích nejlepší seriál roku 2018 a nejlepší dramatický seriál na cenu People's Choice Awards.